# Дикхоф
Дикхоф (нем. Diekhof) — община в Германии, в земле Мекленбург-Передняя Померания.
Входит в состав района Гюстров. Подчиняется управлению Лаге. Население составляет 978 человек (2009); в 2003 г. — 811. Занимает площадь 33,19 км².